# Dirk Lievens
Dirk Lievens (* 1612 in Leiden; † 1651 in Ostindien; auch Dirck Lievens) war ein holländischer Maler.

## Leben
Lievens war ein Sohn des Kunststickers Lieven Hendricx (1570–1642) und seiner Ehefrau Machtelt Jansdr. van Noortsant (1580–1622) und jüngerer Bruder des Malers Jan Lievens. Sein Vater war zweimal verheiratet, aus der ersten Ehe stammten acht Kinder: Joost, Johan, Dirck, Titus, Grietge, Lea, Rachel und Jannetge. Die zweite Frau hieß Annetge (geborene Commersdt), mit der er einen weiteren Sohn Vroom hatte.
Lievens wurde, wahrscheinlich zwischen 1627 und 1629, von seinem Bruder zum Maler ausgebildet und war vermutlich auch in diesem Beruf tätig. Durch zeitgenössische Inventarlisten ist bekannt, dass sich Werke von ihm in verschiedenen Leidener Sammlungen befunden haben und er vor allem Landschaftsbilder und Porträts gemalt hat. Eine Spezialität scheinen dabei orientalisierende Tronien gewesen zu sein. Am 25. Januar 1640 wird er als „Dirck Livius, schilder, wohnhaft in Amsterdam“ in einer Urkunde erwähnt, dabei geht es um die Vergabe einer Vollmacht zwecks des „Hausverkaufes am St. Pieters Choorsteeg in Leiden und der Veräusserung von andern Gütern durch seinen Vater, Lieven Hendricx.“ In einer weiteren Schrift vom 23. April 1651 wird erwähnt, dass sein Bruder Titus Livius, von der Familie Lievens ermächtigt worden sei, „das von Seiten der ostindischen Kompagnie ihrem Bruder und Verwandten Dirck Lievens […] zukommende Geld in Empfang zu nehmen.“ Im Jahr 1648 hatte er seine Heimat verlassen und sich auf der Jacht „de Sparwer“ nach Ostindien eingeschifft, wo er sich niederließ und wahrscheinlich gegen 1650 oder kurz darauf verstarb. Von seinen Geschwistern lebten bei seinem Tod nur noch der Maler und Kunststicker Johan (Jan) Lievens und Titus Lievens, sowie seine Schwestern Lea und Rachel Lievens. sein Bruder der Buchhändler Justus (Joost) Lievens war 1649 verstorbenen.

## Werke
Von seinen Werken lässt sich heute kein Bild mehr nachweisen, doch sind einzelne Gemälde dokumentarisch belegt. So befanden sich beispielsweise drei anscheinend gegen 1638 gemalte Bilder im Besitz des Lievensnachbarn und frühen Biographen Rembrandt van Rijns Jan Jansz. Orlers; zwei Landschaftsbilder, darunter eine Ansicht des Stadttors von Hoorn und eine Tronie mit einem persischen Charakterkopf.